# Чанкайская культура

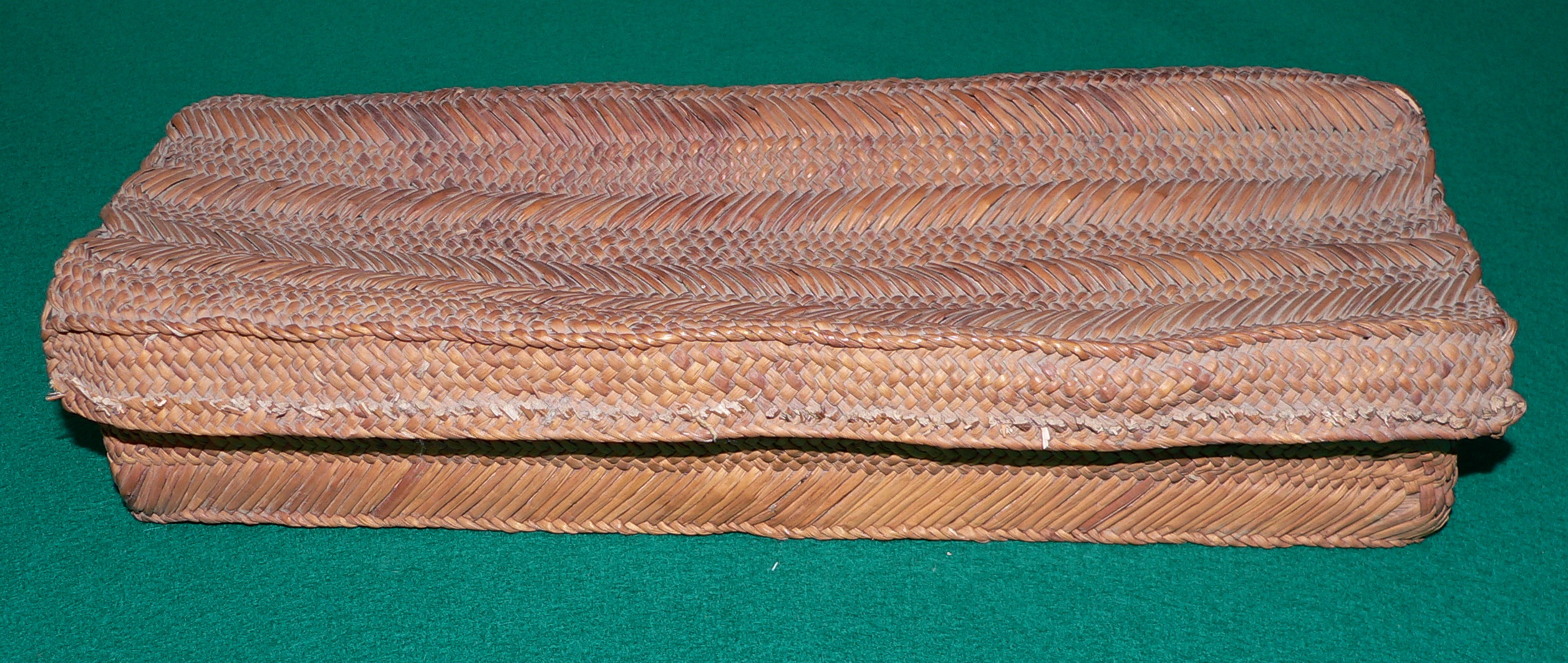
Коробка для швейных изделий из соломы

Культура Чанкай существовала с примерно 1200 по 1470 годы н. э. в долинах Чанкай, Чильон, Римак и в округе Лурин на центральном побережье Перу. Центр культуры находился примерно в 80 км к северу от Лимы. Находилась в основном на пустынных землях, в которых, однако, встречались долины с полноводными реками, богатые ресурсами, в которых можно было заниматься сельским хозяйством.
Возникновение чанкайской культуры совпало с упадком культуры Уари. Чанкайская культура вела интенсивную торговлю с другими регионами и благодаря этому поддерживала широкие контакты с различными культурами.
Чанкайская культура погибла в XV веке в результате инкского завоевания.

## Экономика
Хозяйство чанкайской культуры основывалось на сельском хозяйстве, рыболовстве и торговле.
Для развития сельского хозяйства были сооружены водохранилища и оросительные каналы. Поскольку чанкайская культура находилась рядом с морем, в ней было распространено рыболовство и сбор приморских растений. Кроме того, чанкайцы торговали с другими регионами.
В поселениях Лаури, Лумбра, Тамбо-Бланко, Пасамано, Пискильо-Чико и Тронкональ проживали ремесленники, производившие большое количество керамики и тканей.
Чанкайская культура была первой из перуанских культур, которая освоила массовое производство керамики, тканей и металлических изделий — как ритуальных, так и для домашнего использования. Также изготавливали товары, вырезанные из дерева.

## Захоронения
Кладбища чанкайской культуры были большими.
Существовали два характерных типа погребения. Одно из них — для высшего класса, для высокопоставленных вельмож, с глинобитными камерами прямоугольного или квадратного сечения, с крышей и стенами из тростника, уходящими на несколько метров в землю, и погребальной утварью — керамическими изделиями, тканями, золотыми и серебряными украшениями. В погребальную камеру вели ступеньки.
Обычные люди захоранивались неглубоко, почти у поверхности, накрывались саваном и рогожей. Вместе с ними в могилах лежали немногочисленные предметы утвари.

## КрепостьАкарай
Крепость Акарай, обнаруженная в 1990-е гг., использовалась во времена культуры Чанкай, однако была сооружена значительно раньше.

## Археологический музей
В городе Чанкай имеется Археологический музей чанкайской культуры (исп. Museo Arqueológico de la Cultura Chancay). Он расположен в крепости города Чанкай. В нём также представлена мебель XIX века и коллекция чучел животных. Музей основан 23 июля 1991 года, во время правления алькальда Луиса Касаса Себастьяна.

Чанкайская культура
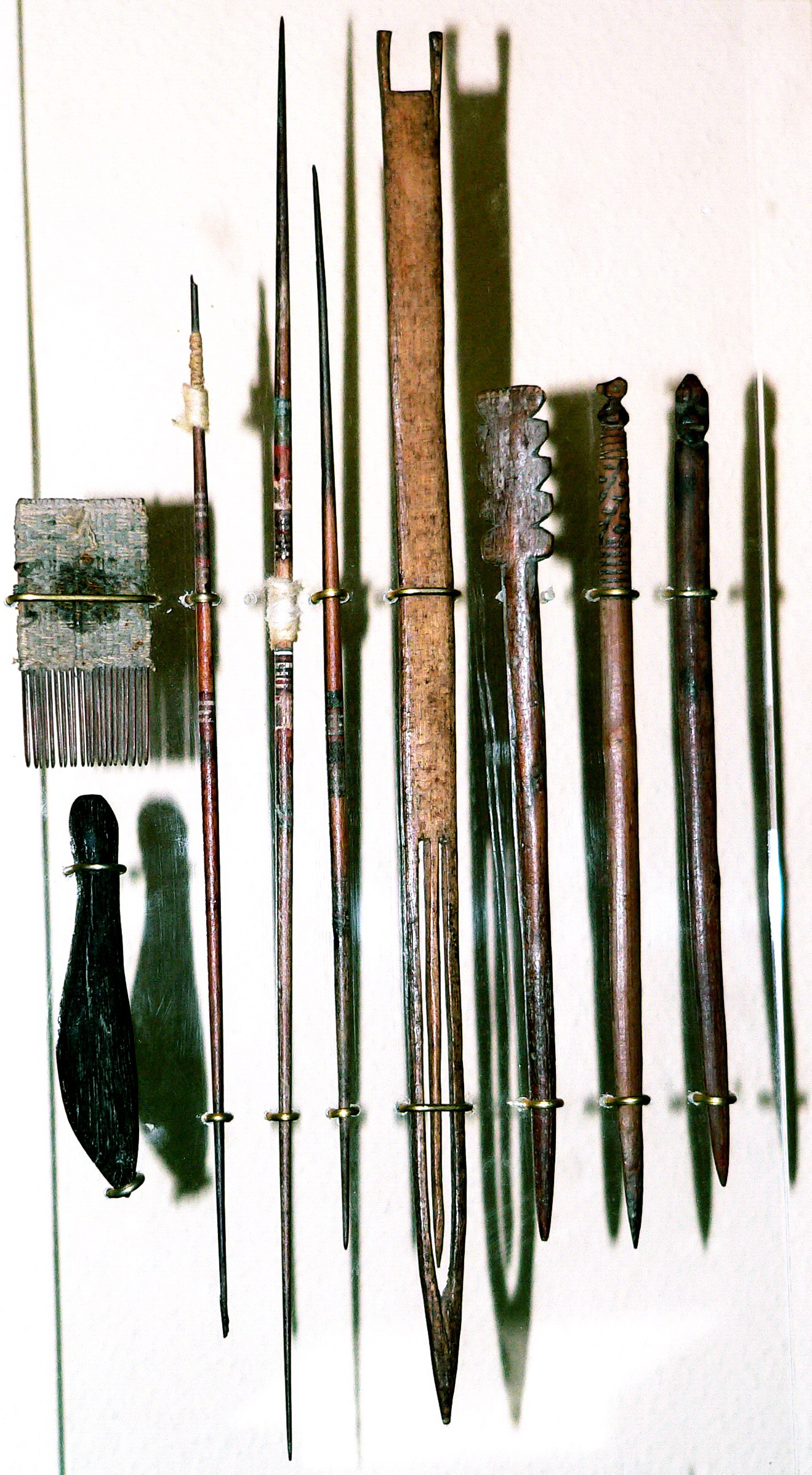
Швейные принадлежности, Чанкайская культура
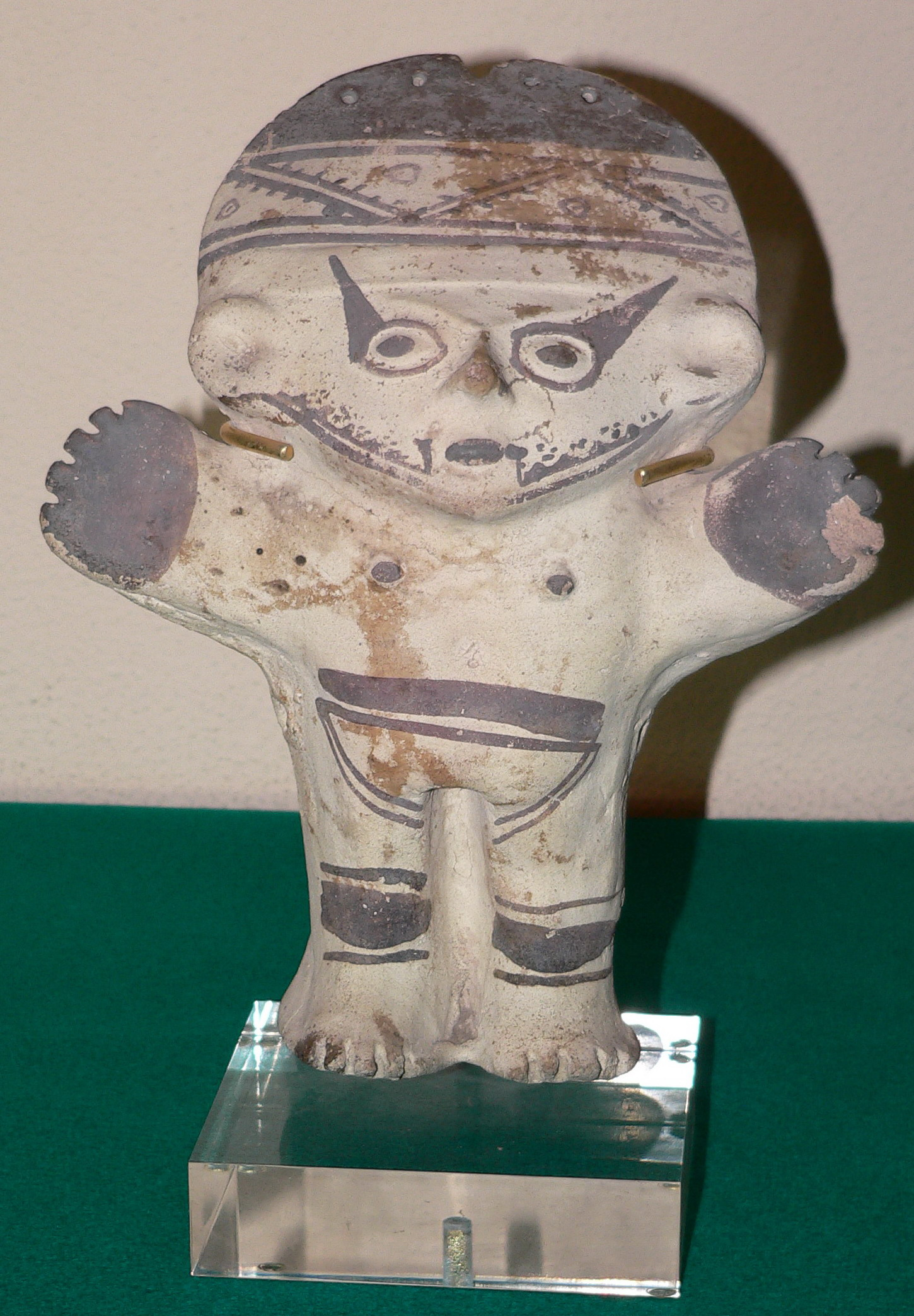
Глиняный сосуд «кучимилько»
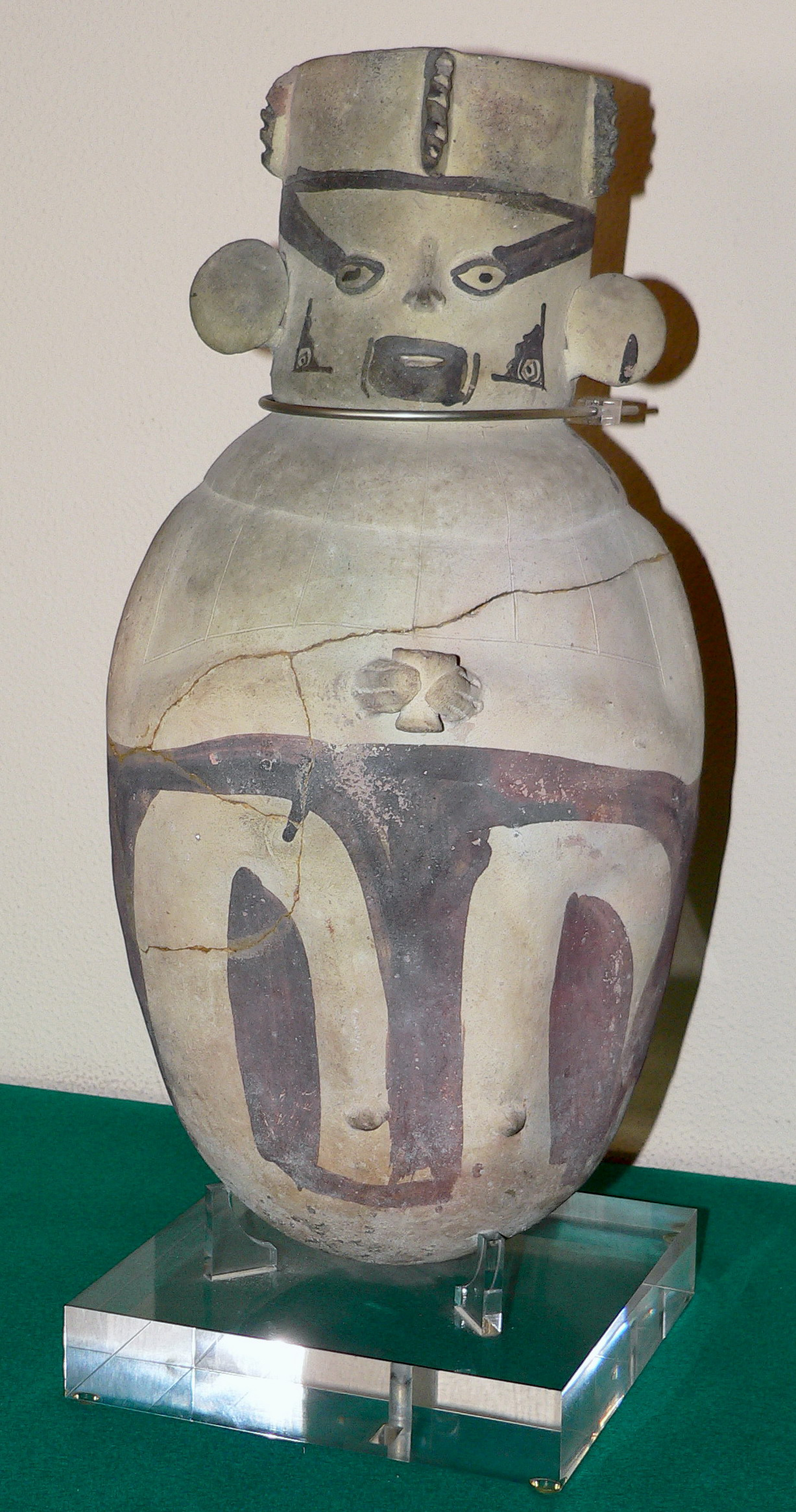
Типичный кувшин чанкайской культуры
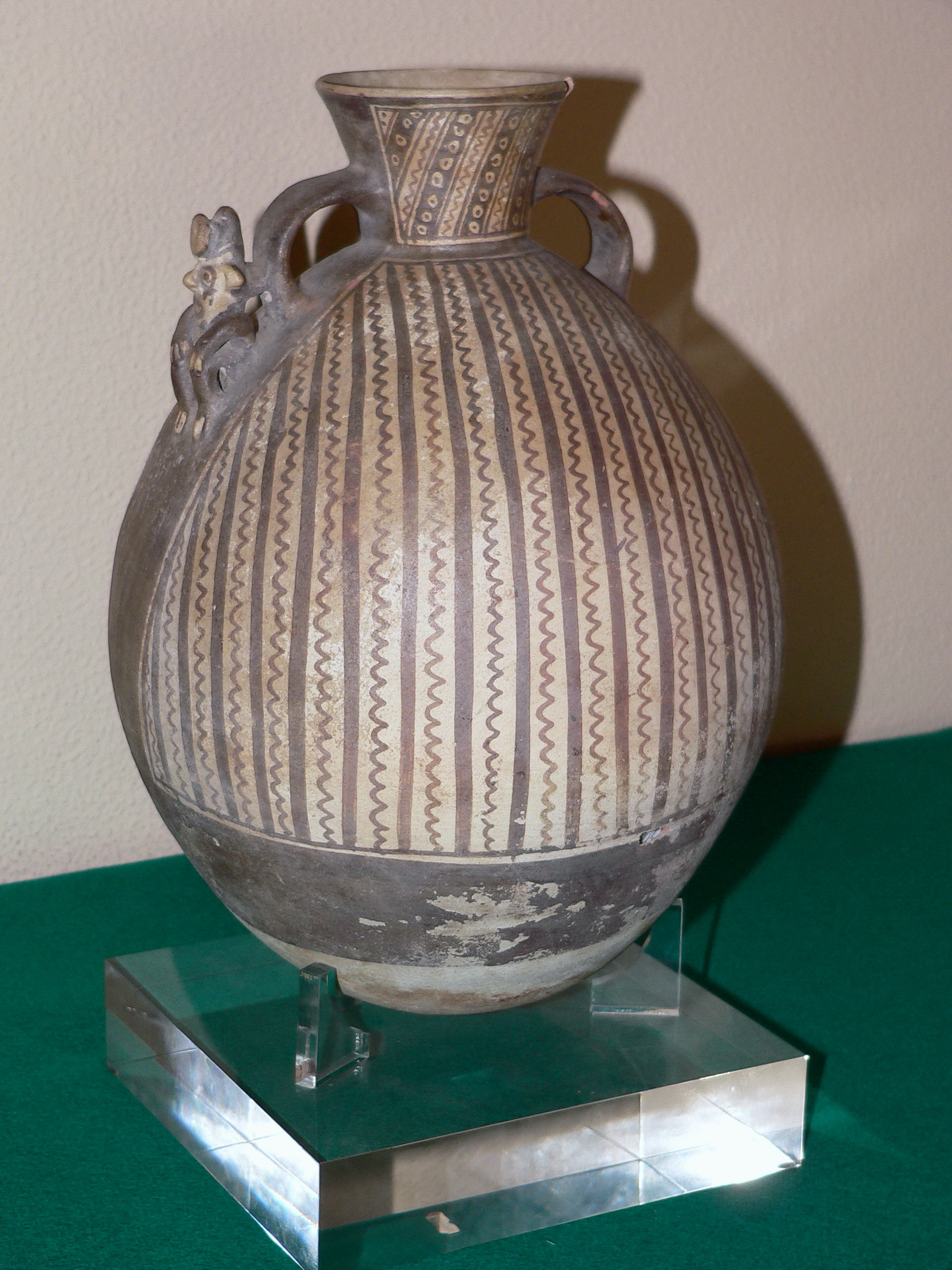
Керамический сосуд
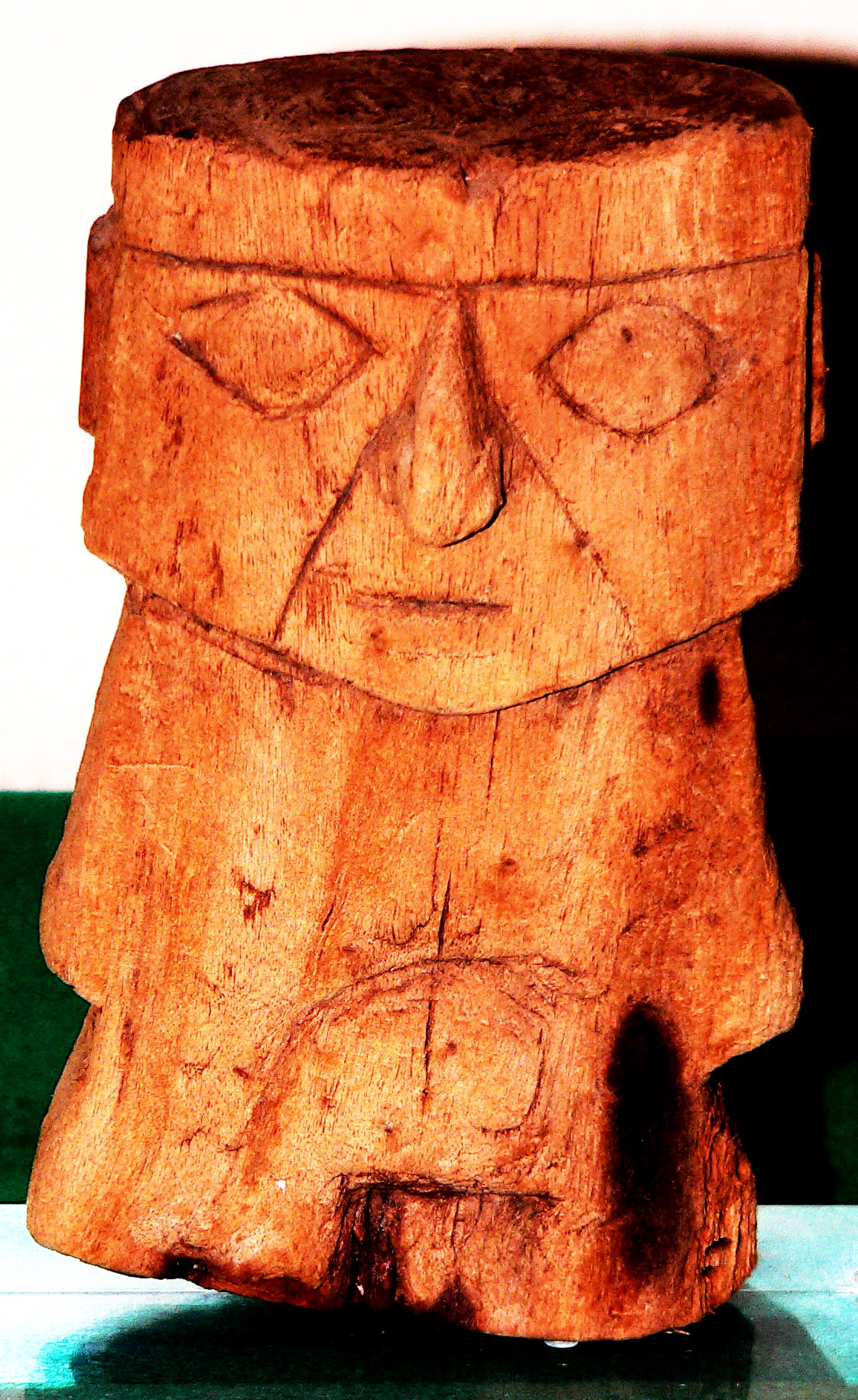
Деревянный идол
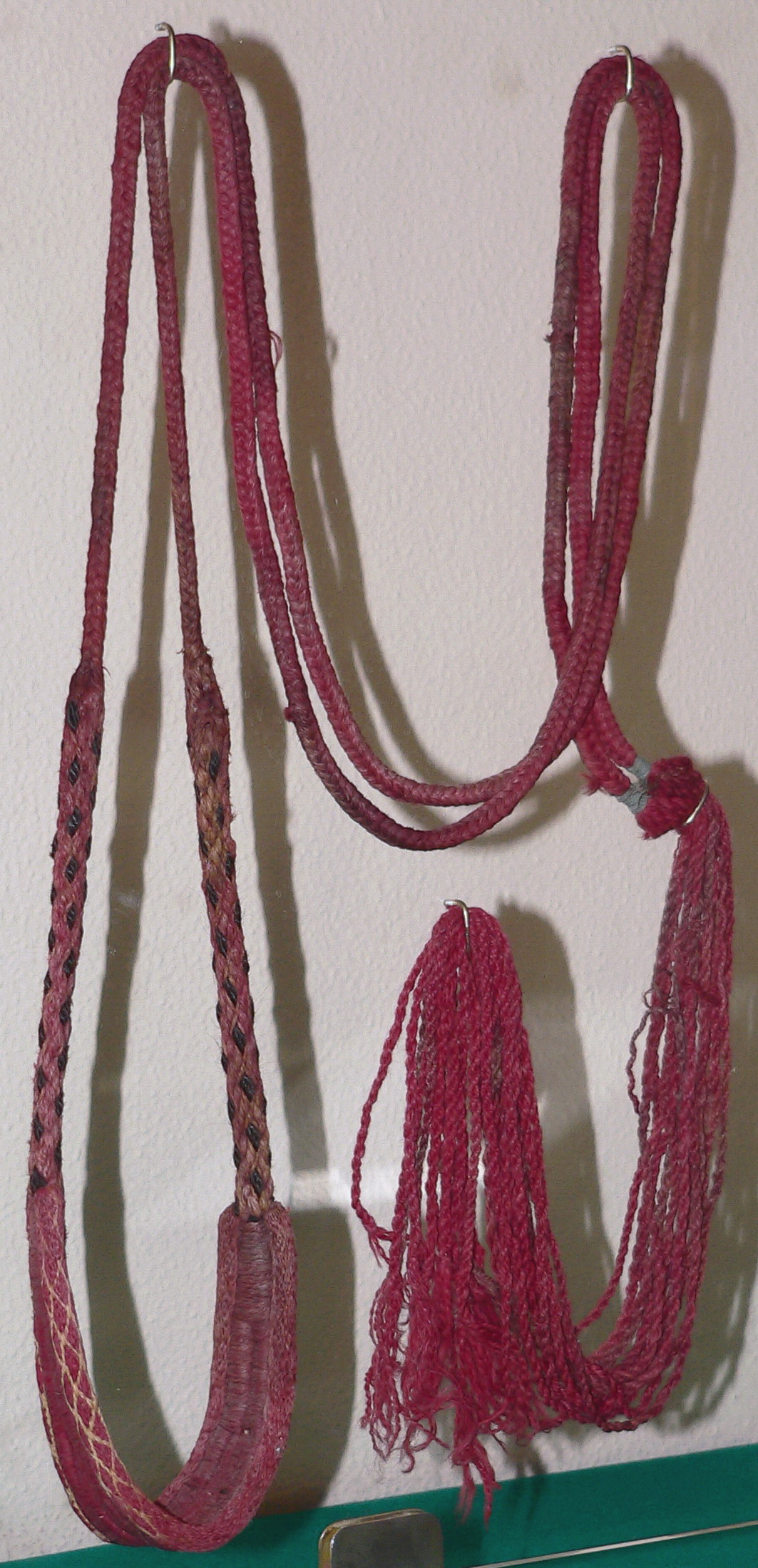
Шерстяная праща культуры Чанкай
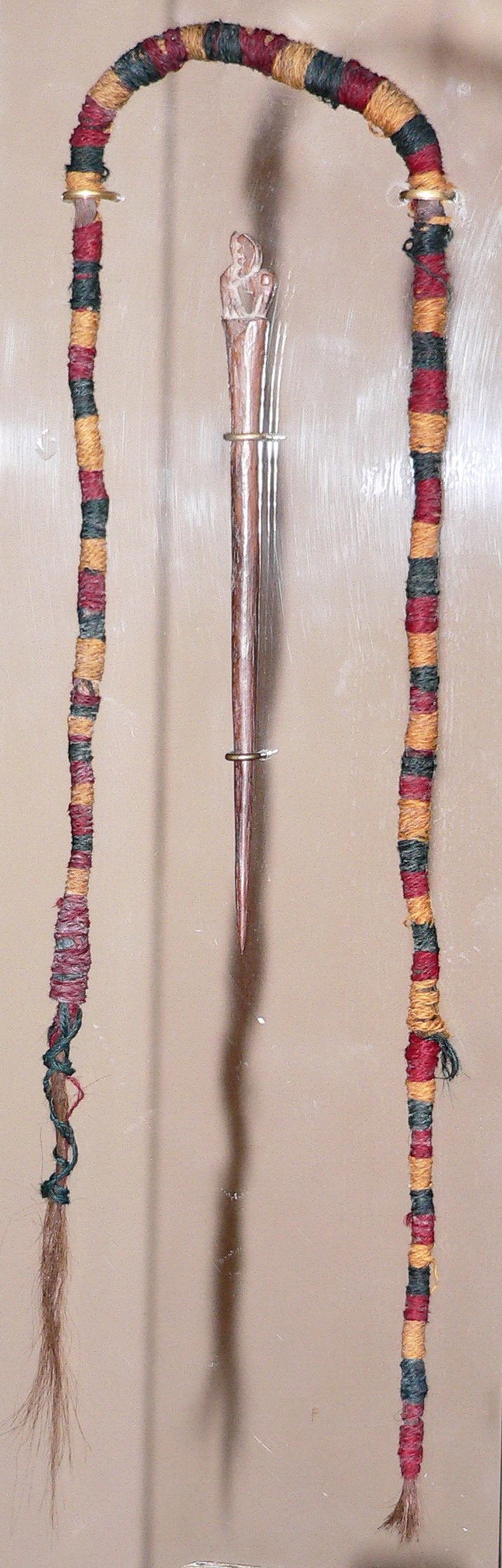
Коса, сплетённая с тканью (чанкайская культура)